# Francis Meli (Bischof)

Francis Melis Bischofswappen

Francis Meli (* 21. Juli 1962 in Poi Island, Papua-Neuguinea) ist ein papua-neuguineischer Geistlicher und römisch-katholischer Bischof von Vanimo.

## Leben
Francis Meli studierte am interdiözesanen Priesterseminar in Bomana und empfing am 24. November 1991 das Sakrament der Priesterweihe für das Erzbistum Rabaul.
Bis 1994 war er Kaplan an der Konkathedrale Saint Francis Xavier und anschließend bis 1996 Pfarrer in Rabaul. Nach weiteren Studien erwarb er 1998 an der Saint Paul University in Ottawa das Lizenziat in kanonischem Recht und war seither als Offizial des Erzbistums Rabaul tätig. Neben weiteren Tätigkeiten in der Pfarrseelsorge war er als Dozent für kanonisches Recht am diözesanen Priesterseminar und als Seelsorger am Lehrerseminar tätig. Seit 2012 war er Dompfarrer an der Sacred Heart-Kathedrale des Erzbistums Rabaul in Vunapope.
Am 5. Februar 2018 ernannte ihn Papst Franziskus zum Bischof von Vanimo. Der Apostolische Nuntius in Papua-Neuguinea, Erzbischof Kurian Mathew Vayalunkal, spendete ihm am 25. April desselben Jahres im Stadion Town Oval die Bischofsweihe; Mitkonsekratoren waren der Erzbischof von Rabaul, Francesco Panfilo SDB, und Melis Vorgänger als Bischof von Vanimo, Cesare Bonivento PIME.